# 5-я бронетанковая дивизия (США)
5-я бронетанковая дивизия (англ. 5th Armored Division) — тактическое соединение Армии США, действовавшее в периоды 1941—1945 и 1950—1956 гг.

## История
5-я бронетанковая дивизия была сформирована 10 октября 1941 года и перевезена в Великобританию в феврале 1944 года.
Дивизия высадилась в Юта-Бич 24 июля 1944 года под командованием генерал-майора Лансфорда Э. Оливера и вступила в бой 2 августа, двигаясь на юг через Кутанс, Авранш и Витре, а также через реку Майен, чтобы захватить город Ле-Ман 8 августа. Повернув на север, дивизия окружила немцев в Нормандии, продвинувшись через Ле-Мель-сюр-Сарт, освобожденный 11 августа, к окраине города Аржантан 12 августа-за 8 дней до того, как был закрыт котёл Аржантан — Фалез.
Передав Аржантан 90-й пехотной дивизии, 5-я бронетанковая дивизия продвинулась на 80 миль, чтобы захватить линию реки Эр у Дрё 16 августа. Ожесточенные бои развернулись при расчистке коридора Эр — Сена, второй большой ловушки во Франции. 5-я дивизия прошла через Париж 30 августа, чтобы возглавить движение V армейского корпуса через Компьенский лес, через реки Уаза, Эна и Сомма и достигла бельгийской границы в Конде 2 сентября 1944.
Затем дивизия повернула на восток, продвинулась на 100 миль за 8 часов и переправилась 4 сентября через реку Маас у Шарлевиль-Мезьера. Промчавшись мимо Седана, она освободила Люксембург 10 числа и развернулась вдоль немецкой границы. Разведывательная эскадрилья дивизии послала патруль через немецкую границу во второй половине дня 11 сентября, чтобы быть первой из союзников, которая пересекла границу противника. 14 сентября 5-й полк прорвал линию Зигфрида у Валлендорфа, оставаясь до 20-го, чтобы оттянуть резервы противника из Ахена.
В октябре она занимала оборонительные позиции в секторе Моншау — Хофен. Дивизия вошла в Хюртгенский лес (Hürtgenwald) в конце ноября и в очень тяжёлых боях отбросила противника к берегам реки Рур. 22 декабря она была выведена в Вервье и помещена в резерв 12-й группы армий.
Форсировав реку Рур 25 февраля 1945 года 5-я бронетанковая дивизия в авангарде XIII армейского корпуса двинулась к Рейну, форсировав Рейн у Везеля 30 марта. Дивизия достигла берегов Эльбы в Тангермюнде 12 апреля — в 45 милях от Берлина. 16 апреля 5-я дивизия двинулась к Клётце, чтобы уничтожить танковую дивизию «Клаузевиц», и снова двинулась к Эльбе, на этот раз в район Данненберга. Дивизия оставалась в секторе 9-й армии до Дня победы в Европе.
Дивизия была расформирована 11 октября 1945 года, сформирована заново в 1950 году в Форт-Чаффи (штат Арканзас), и в последний раз расформирована в 1956 году.

### Потери
- Общие боевые потери: 3,075[2]
- Убито в бою: 833[2]
- Ранено в бою: 2442[2]
- Пропавшие без вести: 41[2]
- Попали в плен: 22[2]

## Состав
- Рота управления (Headquarters Company)
- Боевое командование А (Combat Command A)
- Боевое командование Б (Combat Command B)
- Резервное командование (Reserve Command)
- 10-й танковый батальон (10th Tank Battalion)
- 34-й танковый батальон (34th Tank Battalion)
- 81-й танковый батальон (81st Tank Battalion)
- 15-й моторизованный батальон (15th Armored Infantry Battalion)
- 46-й моторизованный батальон (46th Armored Infantry Battalion)
- 47-й моторизованный батальон (47th Armored Infantry Battalion)
- 85-й разведывательный батальон (85th Cavalry Reconnaissance Squadron (Mechanized))
- 22-й инженерный батальон (22nd Armored Engineer Battalion)
- 145-я рота связи (145th Armored Signal Company)
- Артиллерийское командование (5th Armored Division Artillery)
  - 47-й артиллерийский дивизион (47th Armored Field Artillery Battalion)
  - 71-й артиллерийский дивизион (71st Armored Field Artillery Battalion)
  - 95-й артиллерийский дивизион (95th Armored Field Artillery Battalion)
- 127-й батальон технического обслуживания (127th Armored Maintenance Battalion)
- 75-й медицинский батальон (75th Armored Medical Battalion)
- Взвод военной полиции (Military Police Platoon)
- Оркестр (Band)[3]

### Придававшиеся части
- 628-й артиллерийский дивизион истребителей танков (628th Tank Destroyer Battalion) (придавался 2 августа 1944 года — 19 декабря 1944 года, 28 января 1945 года — 9 мая 1945 года)
- 629-й артиллерийский дивизион истребителей танков (629th Tank Destroyer Battalion) (придавался 29 августа 1944 года — 14 декабря 1944 года)
- 771-й артиллерийский дивизион истребителей танков (771st Tank Destroyer Battalion) (придавался 29 августа 1944 года — 14 декабря 1944 года)
- 387-й зенитный артиллерийский дивизион (387th AAA Automatic Weapons Battalion) (придавался 1 августа 1944 года — 25 марта 1945 года, 28 марта 1945 года — 9 мая 1945 года)
- 202-й гаубичный артиллерийский дивизион (202d Field Artillery Battalion) (придавался 2 августа 1944 года — 25 августа 1944 года)